# Safari Express
Safari Express este un film de aventuri comic italo-german din 1976, regizat de Duccio Tessari. El este continuarea filmului Africa Express (1975).

## Distribuție
- Ursula Andress – Miriam
- Giuliano Gemma – John Baxter
- Jack Palance – Van Daalen
- Peter Martell – Howard Spring
- Giuseppe Maffioli – părintele Gasperin
- Lorella De Luca – turista americană